# Jenny Jonsson
Jenny Jonsson (ur. 30 sierpnia 1987 w Helgum) – szwedzka biathlonistka, reprezentantka kraju w zawodach pucharu świata oraz na mistrzostwach świata. Jej siostrą jest zwyciężczyni w klasyfikacji generalnej Pucharu Świata 2008/2009 Helena Jonsson.
Jenny w zawodach PŚ zadebiutowała podczas startów w Pjongczangu. Zajęła tam 59. miejsce w sprincie. Swoje pierwsze punkty wywalczyła w biegu indywidualnym, który odbył się podczas próby przed olimpijskiej w Vancouver. Uplasowała się wtedy na osiemnastej pozycji.

## Osiągnięcia

### Mistrzostwa Świata
| 2011 Chanty-Mansyjsk (Rosja) | 36. miejsce (IN) 6. miejsce (RL)                                      |
| 2012 Ruhpolding (Niemcy)     | 58. miejsce (IN), 59. miejsce (SP), 49. miejsce (PU), 5. miejsce (RL) |

### Mistrzostwa świata juniorów
| 2004 Haute Maurienne (Francja) | 34. miejsce (IN), 59. miejsce (SP), DNF (PU), 5. miejsce (RL)         |
| 2005 Kontiolahti (Finlandia)   | 14. miejsce (IN), 38. miejsce (SP), 31. miejsce (PU), 5. miejsce (RL) |
| 2006 Presque Isle (USA)        | 23. miejsce (IN), 22. miejsce SP), 20. miejsce (PU), 5. miejsce (RL)  |
| 2008 Ruhpolding (Niemcy)       | 16. miejsce (IN), 35. miejsce (SP), 29. miejsce (PU), 5. miejsce (RL) |

### Puchar Świata

#### Miejsca w klasyfikacji generalnej
| Sezon     | Miejsce |
| --------- | ------- |
| 2009/2010 | 87.     |
| 2010/2011 | 50.     |
| 2011/2012 | 61.     |